# Paula Belén Pareto
Paula Belén Pareto   (San Fernando, 16 de gener de 1986) és una judoka i metgessa argentina retirada. Va ser la portadora de la bandera del seu país a la cerimònia de clausura dels Jocs Olímpics d'estiu de 2016 celebrada a Rio de Janeiro, Brasil. Va competir als Jocs Olímpics d'estiu de 2020. Va ser la primera dona argentina a convertir-se en campiona olímpica, havent guanyat l'or en la categoria femenina de 48 kg als Jocs Olímpics d'estiu de 2016.

## Biografia
Paula Belén, sobrenomenada "La Petita", va néixer el 16 de gener de 1986 a San Fernando, Argentina. Viu amb els seus pares a Tigre, a prop de la capital. Va començar a nedar als quatre anys i, un any més tard, va començar a practicar gimnàstica. La seva inspiració pel judo va sorgir quan tenia 9 anys, i el seu germà petit, el Marco, va tornar a casa de l'escola colpejat. El seu pare, l'Aldo, practicava judo quan era petit, així que va decidir enviar el Marco a un club de judo. La Paula tenia curiositat i també hi volia anar.
Va estudiar medicina a la Universitat de Buenos Aires i es va graduar el març de 2014.
Durant els Jocs Olímpics d'estiu de 2008 a Pequín, va dir en una entrevista que era soltera, i la seva mare Mirta va comentar que era com "Estàs compromès amb el judo".
El 2024, Pareto va esdevenir membre del Comitè Olímpic Internacional.

## Carrera esportiva
Paula va començar a practicar judo als nou anys al costat del seu germà menor Marco (té a més una germana més gran, Estefanía) i actualment representa al Club Estudiantes de La Plata.
"La Petita", tal com se la coneix, va obtenir la medalla de bronze en els Jocs Panamericans de Rio de Janeiro de 2007 i després va finalitzar cinquena en el Mundial, cosa que li va permetre classificar-se per als Jocs Olímpics d'Estiu de 2008 realitats a Pequín (República Popular de la Xina), on va aconseguir guanyar la medalla de bronze en la prova femenina de pes extra lleuger.
Es va enfrontar a Pak Ok-song de Corea del Nord. Pak va estar activa durant tot el partit i va guanyar una koka per la seva activitat. El drama es va desenvolupar en els últims 10 segons quan Pak va iniciar una tècnica, però Pareto va contraatacar amb el seu propi moviment, un Kuchiki taoshi . Van sorgir problemes quan el jurat va comptar la tècnica per a Pak, potser perquè va començar a moure's primer. Al final, Pak va celebrar la medalla i Pareto va plorar, però el seu entrenador Carlos Denegri va presentar una objecció, de manera que el jurat va revisar el vídeo. Finalment, van acordar que va ser Pareto qui va fer la tècnica (Kuchiki taoshi), i per tant es va endur la medalla.